# Massimo Facchin

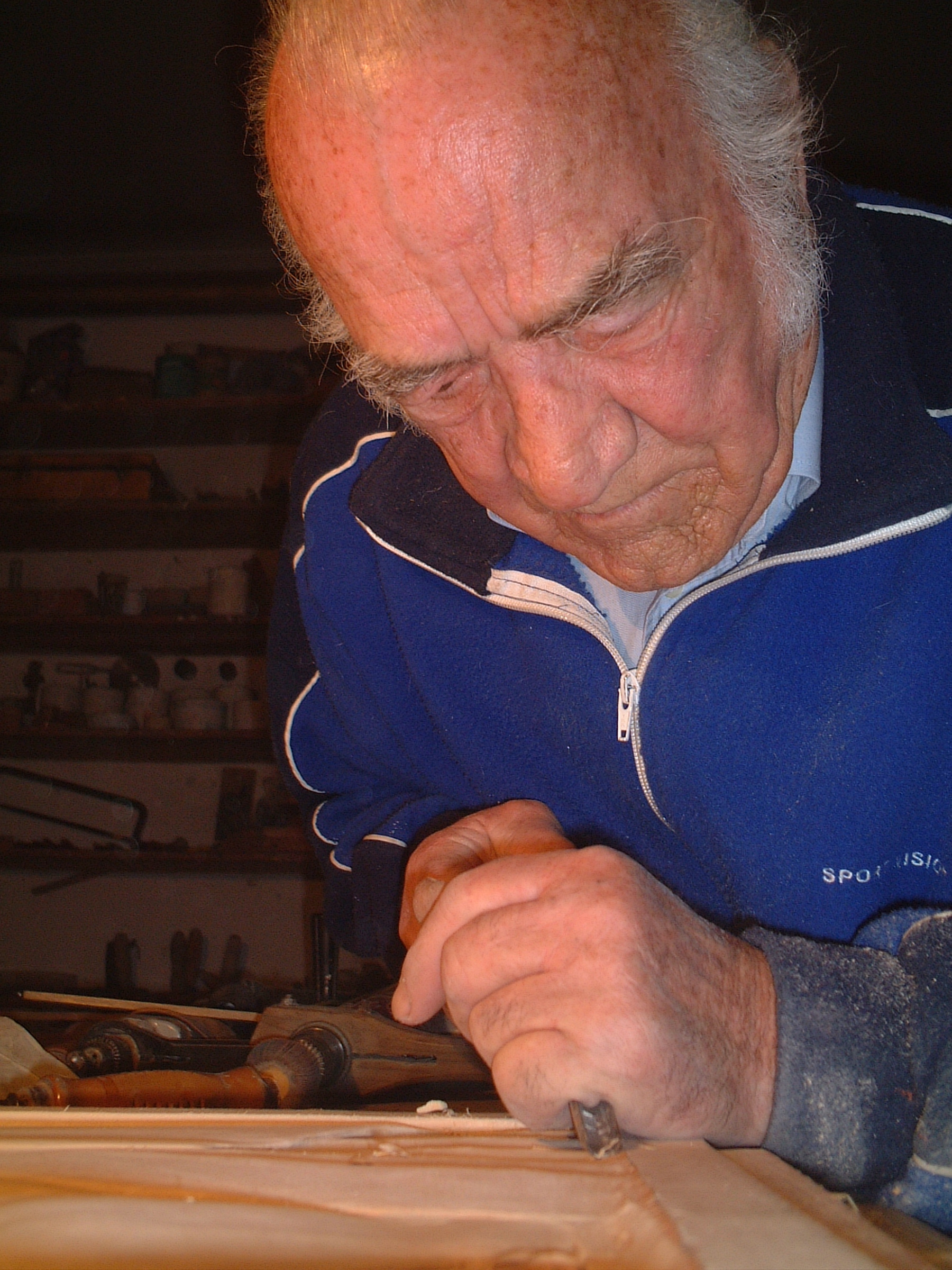
Massimo Facchin incide un bassorilievo in legno

Massimo Facchin (Lamon, 25 aprile 1916 – Belluno, 24 novembre 2018) è stato uno scultore, pittore e inventore italiano.

## Biografia
In gioventù ha fatto l'operaio, l'orologiaio, il falegname, il meccanico. Dopo il diploma magistrale, fece lo scrivano al Distretto militare di Belluno. In seguito fu inquadrato nel 64º reggimento di fanteria di Vittorio Veneto e, dopo il corso ufficiali di Fano, fu destinato ad Ivrea. Da lì partì per il fronte russo dove visse la tragedia della ritirata dalla sacca del Don e fu decorato sul campo con la Medaglia di bronzo al Valor Militare con la seguente motivazione: "comandante di un plotone fucilieri a rinforzo di un reparto alleato al presidio di un caposaldo duramente attaccato ed in parte occupato da preponderanti forze nemiche, benché ferito non gravemente alla testa, non abbandonava la lotta e continuava a dare esempio ai suoi fanti di alto spirito combattivo e di tenace volontà di resistere ad oltranza" - Nowo-Kalitwa (Don Russia), 12-19 dicembre 1942. Scampato a quella tragedia, camminò per duemila chilometri sperimentando la generosità delle donne russe, la stupidità della guerra, la dignità umana calpestata sotto le bombe concetti che aveva molto cari e che ha più volte espresso nelle sue opere fra cui, da ultimo, nel monumento al parco Città di Bologna di Belluno. Dopo la guerra svolse una lunga attività di insegnante d'arte e di scultore. Si dedicò alla scrittura e all'arte pubblicando quattro libri e producendo più di 1.000 opere di grafica, pittura, incisione, scultura e terracotta ottenendo numerosi riconoscimenti. Suoi i monumenti ai caduti in Russia nella chiesa di Mussoi e al Parco «Bologna», gli stemmi dei 69 comuni della provincia di Belluno che circondano la fontana di Piazza dei Martiri. Ha ideato e costruito centinaia di congegni, qualcuno coperto da brevetto, allo scopo di evidenziare alcuni preconcetti tuttora diffusi nel sapere comune riguardo alla sfericità del globo terrestre, in particolare è da ricordare il mappamondo a due assi orientabile in base alla posizione in cui si trova sulla terra. Facchin era stato nominato Cavaliere ufficiale della Repubblica.

## Opere

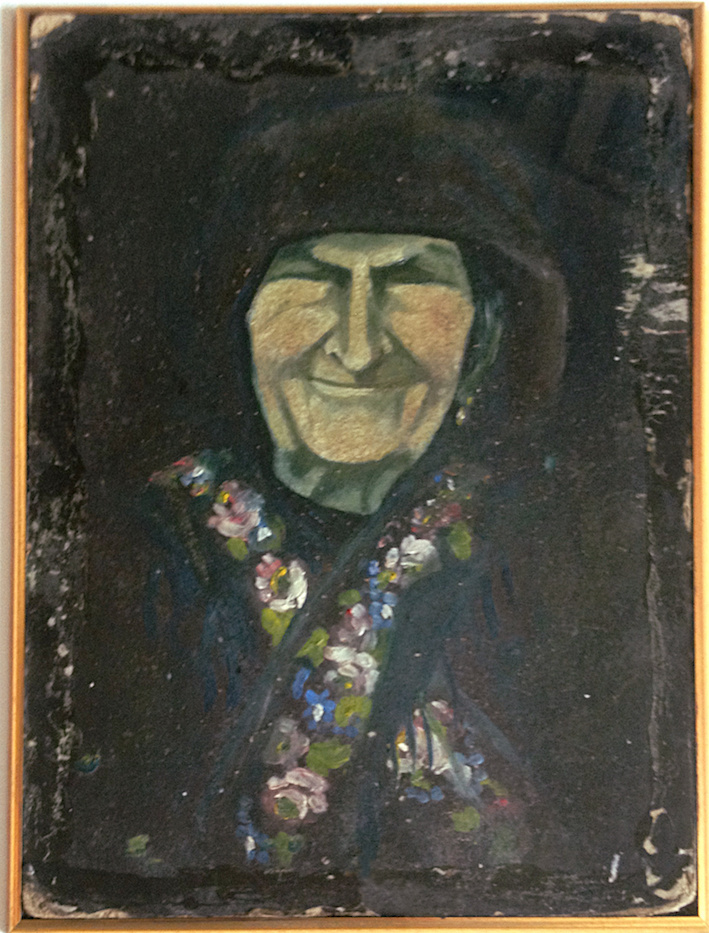
Mia nonna. Dipinto giovanile degli anni trenta, olio su tavola con l'uso di uno stecco.

- Massimo Facchin, Case rustiche nel Bellunese, raccolta di 72 incisioni con testo di Ulderico Bernardi, Editore: Nuovi Sentieri, 1984.
- Massimo Facchin, Com'era il mio paese...: i miei ricordi di Lamon, Editore: Istituto bellunese di ricerche sociali e culturali, 2003.
- Cristo ligneo al Museo di Arte Sacra della Basilica di Sant'Ambrogio a Milano.
- Monumento a Tullio Campagnolo a Passo Croce d’Aune.
- Monumento al mulo e al suo conducente nei giardini di Piazzale della Stazione a Belluno.[8]
- Medaglioni raffiguranti Giovanni Paolo I e Giovanni Paolo II sulla facciata della Canonica Parrocchiale di Canale d'Agordo,[9] 1980.
- Lapide bronzea ai caduti in Russia alla Fortezza dell'Annunziata di Ventimiglia.
- Busto bronzeo del Generale Giuseppe dal Fabbro in piazza a Sedico.
- Busto bronzeo del Beato Bernardino in Piazza Beato Bernardino a Feltre.
- Busto bronzeo di Don Giulio Gaio nel chiostro della Basilica santuario dei Santi Vittore e Corona ad Anzù di Feltre.
- Bassorilievi bronzei nel Tempio di Cargnacco dedicato ai caduti e dispersi in Russia.
- Volto della Madonna in pietra del Monte Peralba sito negli appartamenti papali a Città del Vaticano.[10]
- Varie medaglie commemorative fra cui Gattamelata, Petrarca, Dino Buzzati, Giovanni Dondi dell'Orologio, Jacopo Facen, Giovanni Paolo I e per i viaggi di Giovanni Paolo II in Ungheria, in Senegal e in Angola.[10]
- La vestina nuova - ritratto di bambina. Scultura lignea conservata nel museo della Fabbrica di birra a Pedavena.
- Busto bronzeo di Giovanni Paolo I e vari bassorilievi bronzei presso il Centro di spiritualità e cultura Papa Luciani a Col Cumano di Santa Giustina Bellunese.
- Il dominatore della montagna - imponente busto di un alpino dalle forme vagamente futuriste in pietra del Monte Coppolo conservato presso la Caserma del 7º Reggimento Alpini di Belluno.
- Medaglione bronzeo raffigurante Giovanni Paolo I sulla facciata della Canonica Parrocchiale di San Polo di Piave.
- Bassorilievo bronzeo per la targa commemorativa di Papa Giovanni Paolo I presso il Villaggio Scalabrini di Chipping Norton in Australia.[11]
- Busto bronzeo di Giovanni Paolo I presso il Centro di Spiritualità Papa Luciani di Kodjoboué presso Bonoua in Costa d'Avorio.[12]
- Busto di Monsignor Antonio Slongo in pietra del Monte Coppolo nella Chiesa del Sacro Cuore di Lamon.
- Busto bronzeo di Giovanni Paolo I nella chiesa di Santa Maria degli Angeli a Feltre.
- Bassorilievo bronzeo di Don Giulio Gaio nella chiesa di Anzù di Feltre.
- Le madri in pianto e Guerra e mutilazioni-steppa e prigionia - bassorilievi bronzei nel Giardino della Memoria di Canale d'Agordo.[13]
- Medaglioni bronzei raffiguranti Mario Brovelli e Bruno Tolot, ideatori dell’Alta via n. 3 (o dei camosci) collocati presso la “Porta della Serra” a 2050 m di altitudine sulla stessa alta via.[14]
- Gesù maestro - bassorilievo bronzeo nella sala di cultura della chiesa di Loreto, Belluno.
- Busto bronzeo di Monsignor Antonio Slongo nell'ingresso dell'ospedale di Lamon.
- Busto in pietra di Pacifico Guerrino Susin (farmacista) nell'atrio dell'ospedale di Lamon.
- Figura femminile - busto in pietra conservato presso il Museo Civico di Belluno.[15]